# Cratere Harun
Harun è un cratere sulla superficie di Encelado.